# 上海工艺美术博物馆
上海工艺美术博物馆是位于上海市徐汇区的一家艺术类博物馆，成立于2002年10月，占地5642平方米。大楼原是法租界公董局总董府邸，被称为“小白宫”，建于1905年。博物馆建筑在1989年被评为上海市文物保护单位和第一批上海市优秀历史建筑。现博物馆主楼有三层，面积1500平方米，有“民间工艺”、“雕刻”、“织绣”三个展厅，展现了上海工艺美术各种门类的历史沿革和风貌特色。其所在地建筑原为建于1905年的法租界工董局董事住宅。重要展品有《西斯廷圣母》、冯秋萍的编结作品《孔雀披肩》、林曦明和王子淦的剪纸、牙雕《火烧赤壁》等。

## 建筑历史
公董局总董府邸位于原毕勋路（今汾阳路）79号。一种观点认为此建筑1905年建成。由当时越界筑路，扩张租界范围，一并划入租界地。公董局总董选择这里造住宅的原因有多种说法，可能是为了闹中取静，也可能说法是他们害怕闹事，故意躲到偏僻的地方来居住。另一种观点则认为此建筑建于1921-1922年，由万国储蓄会投资，匈牙利建筑师邬达克设计。并于二十世纪二十年代做过一段时间的总董府邸。抗日战争胜利后，联合国世界卫生组织曾将此处作为亚太地区第一任办公地址。上海解放初期，陈毅市长也曾在这居住过，1954年后，这里成为中苏友好协会机关的办公地点。1963年5月，工艺美术研究所迁入这里，但在“文化大革命”期间被林彪之子林立果强行占用。1972年，工艺美术研究所迁回此地。

## 建筑特色
公董局总董府邸住宅面积达1500平方米，建筑物为法国后期文艺复兴式风格。所以具备了许多这个风格的特点，如主楼前的带法国艺术风格的大草坪和整个建筑明显的横三段与竖三段式的立面处理手法及对外形的水平线条的强调。建筑地面上两层半，下筑半层地下室，砖石混合结构，外墙立面呈白色。平面为中部凸出，呈半圆形，大门朝南，前有露天双抱楼梯从左右两边对称地直上一楼平台，边上设栏杆。一楼有券门，两边爱奥尼式双柱，边上还有倚柱。门窗框上均有浮雕装饰，二楼的窗为简洁的长方形窗，上面有锁石状雕饰。二层顶上有石栏杆，底层大厅的地面及天花板都用大理石饰面，天花板上有精美雕饰，室内四壁用木板装修。